# قرونة (بني خيار)
قرونة هو دُوَّار يقع بجماعة مغراوة، إقليم تازة، جهة فاس مكناس في المملكة المغربية. ينتمي الدوّار لمشيخة بني خيار التي تضم 8 دواوير. يقدر عدد سكانه بـ 42 نسمة حسب الإحصاء الرسمي للسكان والسكنى لسنة 2004.

## روابط خارجية
- البوابة الوطنية للجماعات الترابية نسخة محفوظة 12 مارس 2018 على موقع واي باك مشين.
- المندوبية السامية للتخطيط